# السقية
السقية هي قرية تقع في المنامة عاصمة مملكة البحرين. كانت السقية قرية منفصلة عن العاصمة المنامة ولكن التوسع الحضري السريع للمدينة اجتاحت القرية. الغالب على المنطقة بأنها سكنية وتقع بالقرب السلمانية ولكن بها مركز تسوق جديد وهو السقية بلازا.
تقام بطولة السقية الرمضانية لكرة القدم سنويا في شهر رمضان من كل عام.